# Sapałówka
Sapałówka (Duits: Sapallen; 1938-1945: Ostau) is een plaats in het Poolse woiwodschap Ermland-Mazurië, in het district Gołdap. De plaats maakt deel uit van de landgemeente Banie Mazurskie.